# 張中
張中，字景華，號鐵冠子，臨川人，元末術士，或為主張三教合一的淨明忠孝道鐵柱延真萬寧宮道士。

## 生平
年少時考進士未中，便縱情於山水之中。遇一異人，教他推算命理，預言禍福。
明太祖攻下南昌，由鄧愈引薦，召見張中，問他：「我攻下豫章，兵不血刃，這裡的人豈不是得到了休養休息？」張中回答說：「不然，此地早晚會發生戰事，廬舍將被燒盡，鐵柱宮將只存一殿。」不久，指揮康泰叛亂，果如張中所預言。不久，張中又預言大臣們會有不軌行為，應加警惕。到了秋天，平章邵荣、參政趙繼祖在北門稱兵作亂，事發被誅。
陳友諒圍南昌三月，太祖出兵討伐，召張中問戰爭結果如何。張中說：「五十日當大勝，亥子日俘獲其主帥。」太祖命他隨行，船到孤山，無風不能進。張中以《洞玄法》祭之，風大作，船順利到鄱陽。與陳友諒大戰於湖中，常遇春孤舟深入，被敵艦重重包圍，大家都很憂慮。張中說：「不要擔心，亥時當自會出圍。」其後果然。連戰大捷，友諒中箭身亡，其眾五萬人悉降。從太祖出兵到受降，剛好是五十天。南昌被圍，太祖問何日解圍，張中說“七月丙戌”。戰報至，乙酉日南昌解圍，這是因為術官的歷法推算差錯一日，實際上是丙戌。其占卜靈驗異常。

## 相關文獻
- 《明太祖實錄》卷013 等
- 《明史·張中傳》
- 《張景華傳》宋濂

## 相關文學作品
- 明代通俗小說《英烈傳》（《雲合奇縱》）託名徐渭

### 列仙全傳中的事蹟
喜著鐵冠，人稱「鐵冠道人」。曾替朱元璋與徐達作預言，皆應驗。朱元璋與陳友諒鄱陽湖之戰時，曾獻計與朱元璋。

### 金庸筆下的鐵冠道人
張中，金庸小說中倚天屠龍記人物，人稱鐵冠道人，與冷謙、說不得、彭瑩玉及周顛並稱明教五散人。殺人不眨眼，武功不錯；為了救青翼蝠王韋一笑而身體僵冷。